# Cecilia Callebert
Cecilia Callebert (Sint-Jan, Ieper, 31 juli 1884 — Roeselare, 12 februari 1978) was een Vlaams pianiste en componiste.

## Levensloop

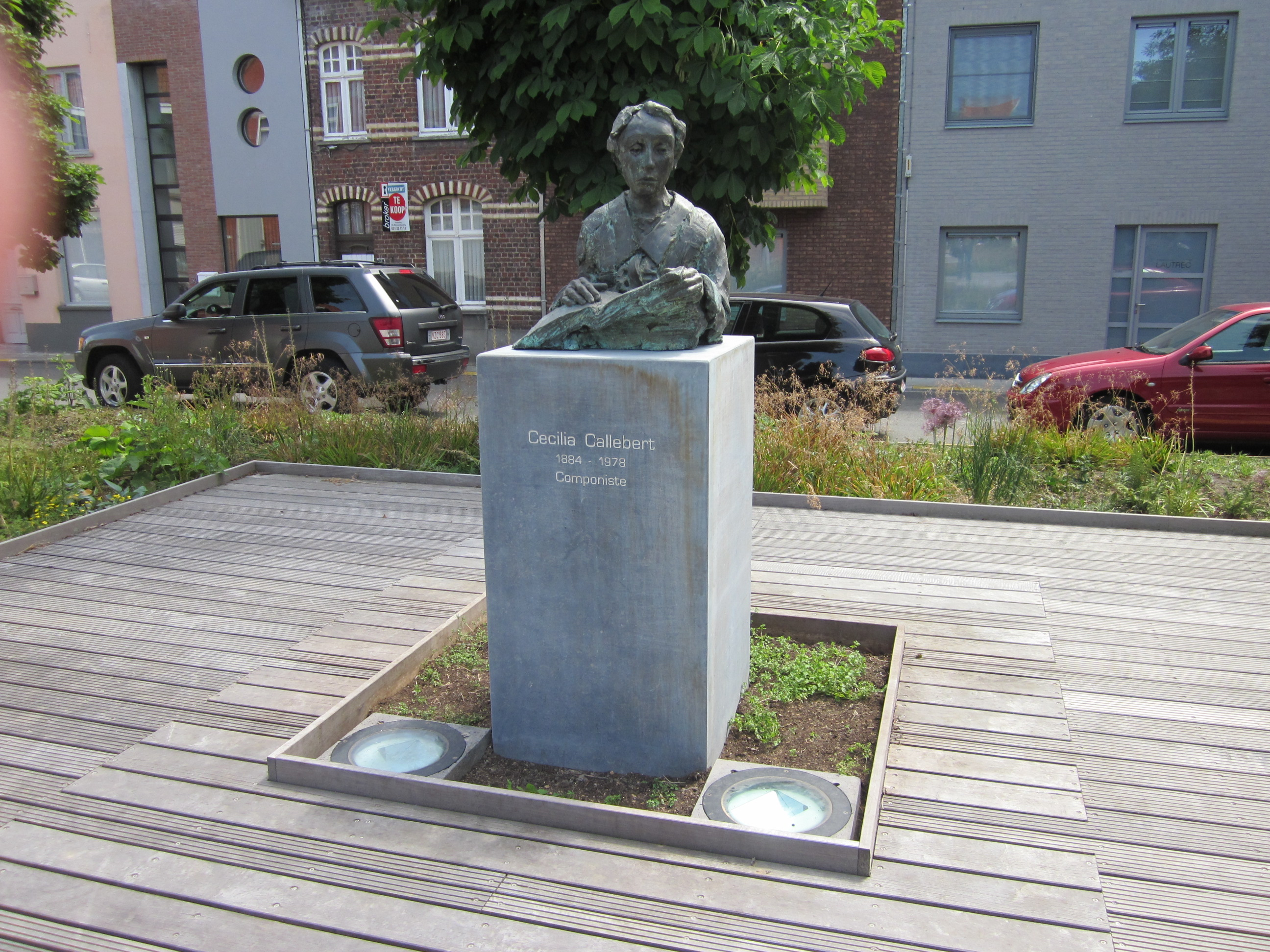
Borstbeeld van Cecilia Callebert

Cecilia Callebert werd in een muzikale familie geboren. Het gezin verhuisde in 1892 naar Roeselare. Cecilia vertolkte al op jonge leeftijd klassiek werk op piano en vervolmaakte zich aan verschillende scholen en instellingen. Ze volgde niet alleen piano, maar ook compositie. Paul Gilson was een van haar leraars. Ze haalde in het begin van haar loopbaan enkele mooie muziekprijzen binnen, onder meer een eerste prijs piano in 1903, wat meebracht dat ze stoetsgewijze in Roeselare werd gehuldigd. Dergelijke optochten met hulde door de lokale verenigingen, rondrit met koets en ontvangst met feestmaal in het stadhuis was wel vaker weggelegd voor jonge kunstenaars die prestigieuze prijzen wonnen, maar Cecilia Callebert was de enige muzikante en vrouw die die eer te beurt viel.
Door haar zwakke gezondheid kon ze minder aan dergelijke wedstrijden deelnemen en brak ze nooit echt door als pianiste buiten haar thuisstad. Ze bleef wel actief door het geven van privaatlessen en componeren van eigen werk. In 1921 was ze een van de medeoprichters van de lokale muziekacademie, maar na een jaar hield ze de academie al voor bekeken.
Cecilia Callebert kreeg in 1997 een straatnaam in Roeselare. In 2009 werd een borstbeeld van haar onthuld. Het is van de hand van Isidoor Goddeeris en staat op een pleintje in de Bollenstraat waar ze nog een tijd gewoond heeft.

## Componiste
Van Callebert zijn zo'n tweehonderd werken bewaard gebleven. Deze zijn in hoofdzaak vocaal-religieus en Vlaams. Zo schreef ze muziek voor teksten van Vlaamse schrijvers en dichters. Ze schreef ook enkele Franse liederen op teksten van Theresia van Lisieux en Elisabeth van de Drievuldigheid. 
Door haar contact met de grauwzusters-franciscanessen schreef ze verschillende meerstemmige Latijnse gezangen en zelfs enkele missen. 
Heel wat van haar composities werden tussen 2003 en 2009 door Jef Anseeuw gebundeld en uitgegeven.